# José Sánchez de la Rosa
José Sánchez de la Rosa (Albacete, 24 de septiembre de 1930-Ibídem, 7 de enero de 2013) fue un escritor y periodista español. Dedicó su vida a informar y a estudiar la historia contemporánea y pasada de Albacete. En su trayectoria escribió miles de artículos en periódicos como La Verdad y dirigió y colaboró en diversas cadenas de radio. Ejerció como concejal y teniente de alcalde de Albacete.

## Biografía
En la etapa final de su vida fue muy conocido por su labor como cronista en el antiguo diario La Verdad de Albacete, aunque antes de trabajar en ese diario, del cual llegó a ser redactor jefe, trabajó en un principio en el semanario Crónica y en otros periódicos y agencias de noticias. Además, trabajó durante muchos años en Radio Albacete SER, cuya labor le sirvió para recibir un premio de la misma cadena. Pese a retirarse, José Sánchez de la Rosa siguió siendo columnista diario en La Verdad hasta finales de 2012, cuando publicó su último artículo titulado "La Luz" el 31 de diciembre.
Fue concejal del Ayuntamiento de Albacete y ejerció como teniente de alcalde. Como concejal, fue el encargado de dos concejalías. Una de ellas fue Cementerio y lonja aunque dirigió este apartado del Ayuntamiento de Albacete durante un pequeño periodo de tiempo pasando a dirigir la concejalía de Cultura y festejos, cargo que ostentó durante ocho años sin recibir retribución alguna, al igual que el resto de concejales de la época. Una de sus labores más importantes como concejal de cultura y festejos fue la organización de la Feria de Albacete; como ejemplo debió contratar a los artistas invitados a actuar durante los días de celebración: uno de ellos fue Lola Flores. No solo se encargó de la organización de esos eventos durante la feria. Suya fue también la decisión de que la Virgen de Los Llanos, patrona de Albacete, el 17 de septiembre por la mañana (último día de feria) procesionase hasta su lugar original, el ayuntamiento, en su carroza, al igual que el 7 en la ida, en la cabalgata de apertura; hasta entonces, el regreso a la capilla del ayuntamiento se realizaba en taxi, un cambio verdaderamente notable. También dirigió y llevó a cabo numerosos actos culturales.
En 1993 la alcaldesa de Albacete Carmina Belmonte, la cual desempeñó el cargo desde 1991 hasta 1995, invitó al escritor a dar el pregón correspondiente al inicio de la Feria de Albacete. Aunque no fue únicamente pregonero en la capital provincial. Otras localidades de la provincia pidieron que Sánchez de la Rosa ejerciera como pregonero de sus fiestas locales: entre estos lugares destacó Tarazona de la Mancha.

## Producción literaria
Como escritor destacan varios títulos: Balada de la Calle Cornejo, un testimonio sentimental autobiográfico, desarrollado en el conocido barrio de las Carretas de Albacete. En este barrio se ubica la calle Cornejo (que da su nombre al libro), donde nació José Sánchez de la Rosa. La obra consta de una segunda parte llamada Regreso a la calle Cornejo. Otras obras son: El Molino de Papel, publicación compuesta de una recopilación de las historias narradas en el programa de Radio Albacete del mismo nombre, el cual dirigía y escribía; Historia de la Feria en cómic, una obra que tiene la intención de acercar la historia de Feria de Albacete a los niños y Un manchego a bordo, obra que trata distintos viajes realizados por el escritor a diversos lugares del planeta (obra autobiográfica). Algunos de estos destinos son Oslo, Berlín, Nueva York o Montreal.
Obra suya es también el prólogo del libro El Agua en Albacete. En el prólogo se tratan de forma histórica los años previos a la llegada del agua a la ciudad, el Depósito del Sol (hoy biblioteca)...

### Obras
- Balada de la calle Cornejo
- La ciudad sin pasos de cebra
- Un Manchego a bordo
- Viajes alrededor del Altozano
- Regreso a la calle Cornejo
- La Feria de Albacete contada a los niños (con ilustraciones de Diego Valdés)
- Albacete, los años decisivos
- Silencio en el Parque Lineal

### Recopilación de artículos publicados
- El molino de papel
- Fonda del Reloj

### Colaboraciones
- El agua en Albacete (prólogo)

## Reconocimientos
Durante su larga carrera profesional José Sánchez de la Rosa recibió numerosos reconocimientos a su labor periodística en Albacete. Uno de los más importantes, el nombramiento de hijo predilecto lo recibió a título póstumo el 23 de junio de 2013. Le fue concedido en un acto presidido por la alcaldesa Carmen Bayod y otros exalcaldes como Carmen Oliver o Manuel Pérez Castell, el más cercano al escritor; además fue durante una de las legislaturas en las que este ejercía como alcalde cuando en 2002 se le concedió el título de Cronista Oficial de la Villa de Albacete, en un acto celebrado en la Posada del Rosario.
Estas fueron las palabras que Carmen Bayod usó para concluir el acto de entrega del título de hijo predilecto de Albacete:
“Para todos los que le conocimos además de periodista, escritor, cronista, esposo, padre y abuelo… se fue sobre todo un amigo, un vecino de Albacete, un enamorado de la ciudad que le vio nacer, allá por 1930. Un mes de septiembre, en pleno Albacete, en la calle Cornejo, como le gustaba de decir, y nos confesó en su “Balada”… Por todo ello; D. José Sánchez de la Rosa es merecedor de este reconocimiento, de este nombramiento: Hijo Predilecto de la Ciudad de Albacete”.
El Ayuntamiento de Albacete dio su nombre a la calle Cronista José Sánchez de la Rosa, una de las que componen la Ciudad Universitaria de Albacete, la cual está próxima a la Residencia Universitaria Campus y a la Facultad de Humanidades de la Universidad de Castilla-La Mancha.
AMIThE (Asociación Nacional de Amigos del Teatro de España) le concedió en 2009 su medalla de oro (su máxima distinción asociativa), durante la celebración del día del teatro, por su apoyo a la recuperación del Teatro Circo y a la creación del Museo Nacional de las Artes Circenses.  
En 2006 recibió, de manos del alcalde Manuel Pérez Castell, el reconocimiento de Albacetense del Año, en un acto que tuvo lugar en el Teatro Circo, durante la conmemoración del 631 aniversario del privilegio de villazgo de Albacete.